# John Brown Francis Herreshoff
John Brown Francis Herreshoff (Bristol (Rhode Island), 7 de fevereiro de 1850 — 30 de janeiro de 1932) foi um químico estadunidense.
Foi o primeiro presidente da American Chemical Society e o segundo laureado com a Medalha Perkin.